# Liste des épisodes de Drake et Josh

Cette liste présente la 'liste des épisodes de la série télévisée américaine Drake et Josh.

## Première saison (2004)
1. La rencontre (Pilot)
2. Zéro de conduite (Dune Buggy)
3. Double jeu! (Believe Me, Brother)
4. Baby-sitting (Two Idiots and a Baby)
5. Premier flirt (First Crush)
6. Rock et basket (Grammy)

## Deuxième saison (2004-2005)
1. Le pari (The Bet)
2. La guitare (Guitar)
3. C'est pas du cinéma! (Movie Job)
4. Vive le sport (Football)
5. L'arnaqueur (Pool Shark)
6. La surdouée (Smart Girl)
7. La ministar (Litta Diva)
8. Les Blues Brothers (Blues Brothers)
9. Le permis de conduire (Driver's License)
10. Absolument fan (Number 1 Fan)
11. Le porte-bonheur (Mean Teacher)
12. Le lecteur MP3 (The Gary Grill)
13. Drew et Jerry (Drew & Jerry)
14. Conseil d'honneur (Honor Council)

## Troisième saison (2005-2006)
1. L'auberge de Drake et Josh (The Drake & Josh Inn)
2. Le piment de la discorde (Peruvian Puff Pepper)
3. Le mariage (We're Married?)
4. Le retour de Mindy (Mindy's Back)
5. La liaison (The Affair)
6. Moustache et sucreries (Playing the Field)
7. Le sens des responsabilités (Helen's Surgery)
8. L'hôpital (Paging Dr. Drake)
9. Le gant de supporter (Foam Finger)
10. Les filles contre-attaquent (Girl Power)
11. Le mouton  de Megan (Sheep Thrills)
12. Drake et Josh à Hollywood – 1re partie (Drake & Josh Go Hollywood – Part 1)
13. Drake et Josh à Hollywood – 2e partie (Drake & Josh Go Hollywood – Part 2)
14. Drake et Josh à Hollywood – 3e partie (Drake & Josh Go Hollywood – Part 3)
15. L'instit (Megan's New Teacher)
16. Le grand frère (Little Sibling)
17. La terreur des salles obscures (Theater Thug)
18. Le grand huit (The Demonator)
19. Les envahisseurs (Alien Invasion)
20. La petite amie de drake (girlfriend drake)
21. Dr Phillis (Dr. Phyllis Show)
22. Une vie n'est pas de la tarte (my life is not a tarte)

## Quatrième saison (2006-2007)
1. L'anniversaire (Josh Runs into Oprah)
2. Tiberius le terrible (Vicious Tiberius)
3. Le mariage (The Wedding)
4. Amour et conclusion (Mindy Loves Josh)
5. Qui perd gagne (Who's Got Game?)
6. L'illustre Doheny (The Great Doheny)
7. J'adore les sushis (I Love Sushi)
8. La tempête (The Storm)
9. Zéro dégât (Dinner with Bobo)
10. La caravane (Tree House)
11. Josh en a marre (Josh Is Done)
12. L'œil au beurre noir (Eric Punches Drake)
13. La vengeance de Megane (Megan's Revenge)
14. Un programme efficace  (Streered Straight)
15. Premier baiser (Megan's First Kiss)
16. La revanche de Drake (Battle of Panthatar)
17. L'envoûtement – 1re partie (Drake & Josh: Really Big Shrimp – Part 1)
18. L'envoûtement – 2e partie (Drake & Josh: Really Big Shrimp – Part 2)
19. Le baptême de l'air(Helicopter)
20. Le concours de danse (Dance Contest)